# Сава Дацов
Сава Живков Дацов е изявен български учен, икономист, академик, общественик и патриот. Председател на Поморавския народо-просветен комитет.
Доброволец в Сръбско-турската война (1876). Участник в съпротивата на нишавските българи срещу сръбската окупация и администрация в Поморавието през 1878 г. Доброволец в Сръбско-българската война (1885).
След Освобождението се установава в София. Главен секретар на Министерството на земеделието и търговията.
През 1884 година заедно с Михалаки Георгиев е съосновател на първото земеделско списание в България „Домакин“. През същата година написва първото в България ръководство по копринарство „Черниците и коприната“. Дацов е един от основателите на Българското земеделско дружество и редактор на неговия орган вестник „Орало“. Пръв председател на българското пчеларско дружество.
Дацов е сред основателите на Икономическото дружество и на дружеството на българските публицисти. Член е на дружеството на българските агрономи. Помощник-деловодител (1884) и деловодител (1885 – 1888) на Българското книжовно дружество. Дописен член (1898) и редовен член (1892) на БАН. Изявен дарител. Избран заради изключителните си заслуги и принос към опазване на българщината в Поморавието за председател на Поморавския народо-просветен комитет (1917).
Народен представител в XII обикновено народно събрание.

## Съчинения
- Черниците и коприната, София 1884, 64 с.
- Зайчар и неговото население (Един от българските предели в Сърбия), Средец 1884, 39 с.
- Положението на предприемачите-строители в България, София 1914, 15 с.
- Календар, Търново, 1923, 48 с.
- Тимок, Зайчар, Шуми Марица, София 1923, 8 с.
- По пътя из родни кътове. Самоков. Впечатления, мисли, разсъждения, София 1924, 14 с.
- Как да се сеят цветните и зеленчукови семена, София [1937], 38 с.